# Колон (Панама)
Коло́н (исп. Ciudad de Colón) — город в Панаме, на атлантическом берегу Панамского канала (полуостров Мансанильо). Административный центр провинции Колон. Население — 204 тыс. человек (2000).
Колон, наряду с Панамой, является главным портом страны. Со столицей, кроме водного пути Панамского канала, связан железной и шоссейной дорогами, идущими вдоль канала.
Основан в 1850 (по другим данным, в 1852) под названием Аспинваль (Aspinwall) на острове, в дальнейшем в результате осушения был соединен с материком.
В 1885 году во время гражданской полностью сгорел после боя с повстанцами, вступившими в конфликт с американскими войсками.
Снова сгорел во время сильного пожара в 1915 году. Великий пожар в Колоне 13–14 апреля 1940 года уничтожил одну треть города. С 1914 по 1958 был анклавом Панамы в зоне Панамского канала. После 1958 года часть территории Зоны Панамского канала была передана Панаме для постройки автомобильной дороги длиной 6 км. 
В настоящее время в городе развито машиностроение, нефтепереработка, пищевая, текстильная, швейная, фармацевтическая, полиграфическая промышленность, однако основу экономики составляет Панамский канал.
Из достопримечательностей: форты Сан-Лоренсо и Дейвис, а также несколько церквей XIX века и памятник Христофору Колумбу, в честь которого город был переименован в 1890 г.